# Greatest Love of All
Greatest Love of All è un singolo della cantante statunitense Whitney Houston, pubblicato il 18 marzo 1986 come cover dell'omonimo brano del musicista George Benson. Il singolo ha venduto oltre 11 milioni di copie nel mondo.

## Descrizione
Nella versione originale del brano, compresa nell'album, l'intro e il successivo accompagnamento erano affidati al pianoforte, strumento sostituito con la tastiera in tutte le versioni successive incluse su qualsiasi disco, comprese le ristampe di Whitney Houston.
Inoltre, l'intro originale aveva durata più ampia (25 secondi), rispetto alle versioni successive (18 secondi).

## Successo commerciale
Greatest Love of All, all'epoca della sua pubblicazione nel 1986, trascorse tre settimane in vetta alla classifica americana Billboard Hot 100 nel maggio dello stesso anno. Venne inoltre certificata due volte disco di platino negli Stati Uniti.
Greatest Love of All rappresenta tuttora il terzo più grande successo di sempre della cantante negli Stati Uniti, dopo I Will Always Love You e I Wanna Dance with Somebody (Who Loves Me).
Dopo la morte della Houston, il singolo ritornò nella Billboard Hot 100, nella posizione nº 41.

## Riconoscimenti
Il brano fu un enorme successo, tanto che vinse l'American Music Award come "Miglior video R&B/Soul", e venne nominato sia ai Grammy Award che ai Soul Train Music Award, in entrambi i casi come "Disco dell'anno".

## Tracce
1. Greatest Love Of All – 4:49
2. Thinking About You – 4:03

## Nella cultura di massa
La celebre versione di Whitney Houston di Greatest Love of All è stata proposta nella prima stagione di RuPaul's Drag Race, eseguita dalle concorrenti Akashia e Shannel in un "lipsync for your life".